# Szalagos gébicsvireó
A szalagos gébicsvireó (Vireolanius melitophrys) a madarak osztályának verébalakúak (Passeriformes) rendjébe és a lombgébicsfélék (Vireonidae) családjába tartozó faj.

## Rendszerezése
A fajt Charles Lucien Jules Laurent Bonaparte francia ornitológus írta le 1851-ben.

## Alfajai
- Vireolanius melitophrys crossini A. R. Phillips, 1991
- Vireolanius melitophrys melitophrys Bonaparte, 1850
- Vireolanius melitophrys quercinus Griscom, 1935[2]

## Előfordulása
Mexikó déli részén és Guatemala területén honos. Természetes élőhelyei a szubtrópusi és trópusi hegyi esőerdők. Állandó, nem vonuló faj.

## Megjelenése
Testhossza 18 centiméter, testtömege 35 gramm.

## Életmódja
Ízeltlábúakkal táplálkozik.

## Természetvédelmi helyzete
Az elterjedési területe nagyon nagy, egyedszáma ismeretlen. A Természetvédelmi Világszövetség Vörös listáján nem fenyegetett fajként szerepel.